# Ton Buunk
Anton Gerrit Jan "Ton" Buunk, född 18 september 1952 i Amsterdam, är en nederländsk vattenpolospelare. Han ingick i Nederländernas landslag vid olympiska sommarspelen 1972, 1976, 1980 och 1984. I Los Angeles var han fanbärare för Nederländerna.
Buunk spelade åtta matcher och gjorde två mål i den olympiska vattenpoloturneringen i München där Nederländerna slutade på en sjundeplats. I Montréal tog han OS-brons med det nederländska landslaget. Hans målsaldo i turneringen var sex mål. Både 1980 och 1984 slutade Nederländerna på en sjätteplats. Buunk gjorde åtta mål i den olympiska vattenpoloturneringen i Moskva och slutligen nio mål i den olympiska vattenpoloturneringen i Los Angeles. Buunk spelade för klubblaget De Meeuwen.